# 치글러-나타 촉매
지글러(한국어 표기)-나타 촉매(Ziegler–Natta catalyst)는 카를 치글러와 줄리오 나타가 1-알켄(알파-올레핀)을 중합시키도록 발명한 촉매이다. 1963년에 이들에게 이 업적으로 노벨 화학상이 수여됐다.